# Sulcosticta striata
Sulcosticta striata – gatunek ważki z rodziny Platystictidae. Endemit Filipin, występuje wyłącznie na wyspie Luzon. Długość odwłoka (wraz z przydatkami analnymi) – około 30 mm, długość tylnego skrzydła – 19 mm.